# Погиб в бою

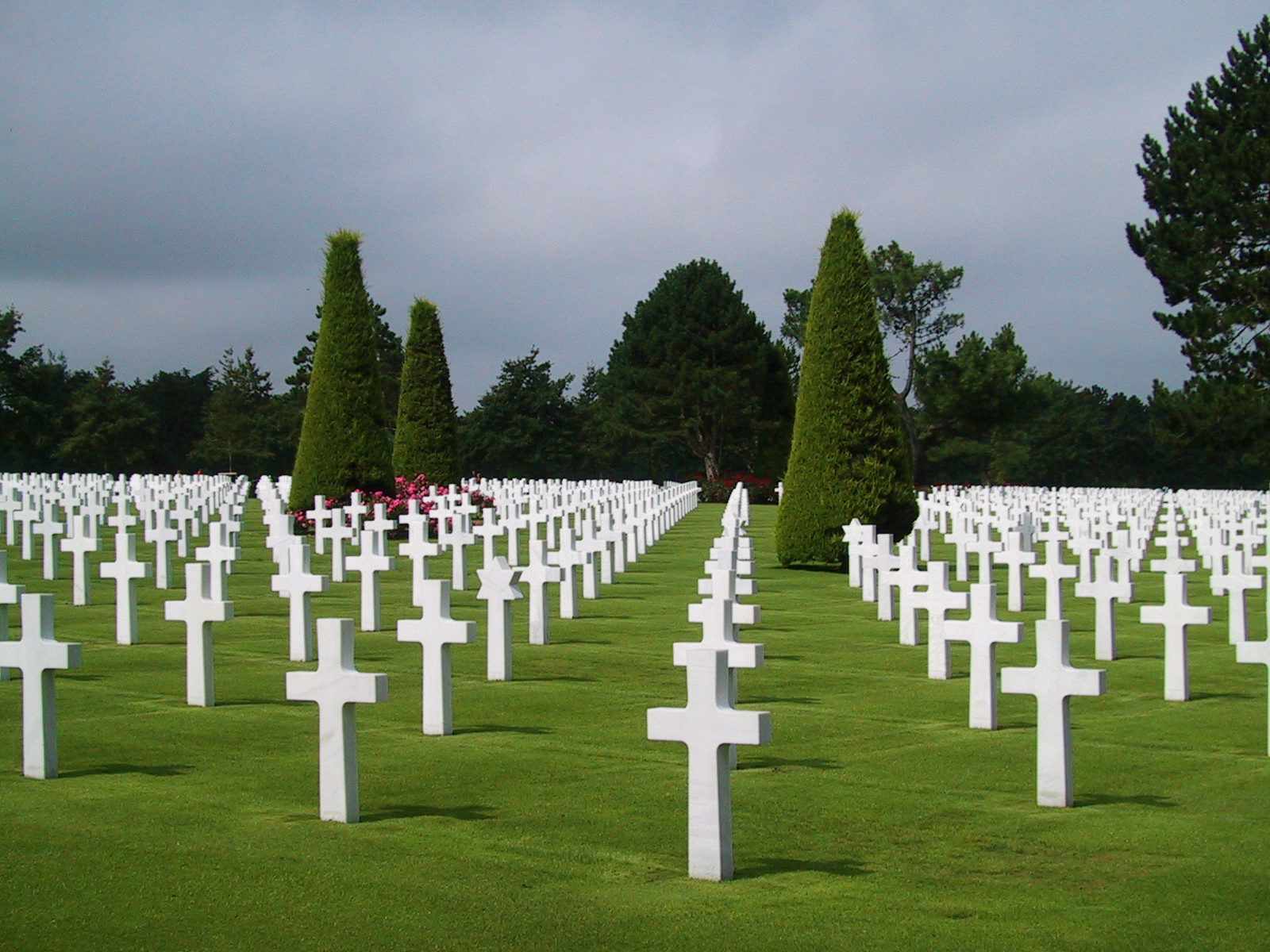
Американское военное кладбище в коммуне Кольвиль-сюр-Мер, Франция.

Погиб в бою, убит в бою (англ. killed in action, KIA) — классификация, обычно используемая армией США для описания смерти своих военнослужащих от враждебных действий противника. Классификация не присваивается несчастным случаям и другим событиям невраждебного или нетеррористического характера. KIA применяется в сухопутных, военно-морских, воздушных и других видах вооруженных сил США.
Кроме того, KIA имеет несколько вариантов: «умер от ран» (англ. died of wounds, DOW) — описывает тех, которые выжили в ходе военных действий, но умирают до оказания медицинской помощи, и «умер от ран, полученных в бою» (англ. died of wounds received in action, DWRIA) — используется Организацией Североатлантического договора (НАТО) как замена предыдущему. Однако военными и историками используется старый акроним.
Также существует классификация «погиб в воздушной катастрофе» (англ. killed in flight accident, KIFA), обозначающая погибших пилотов.

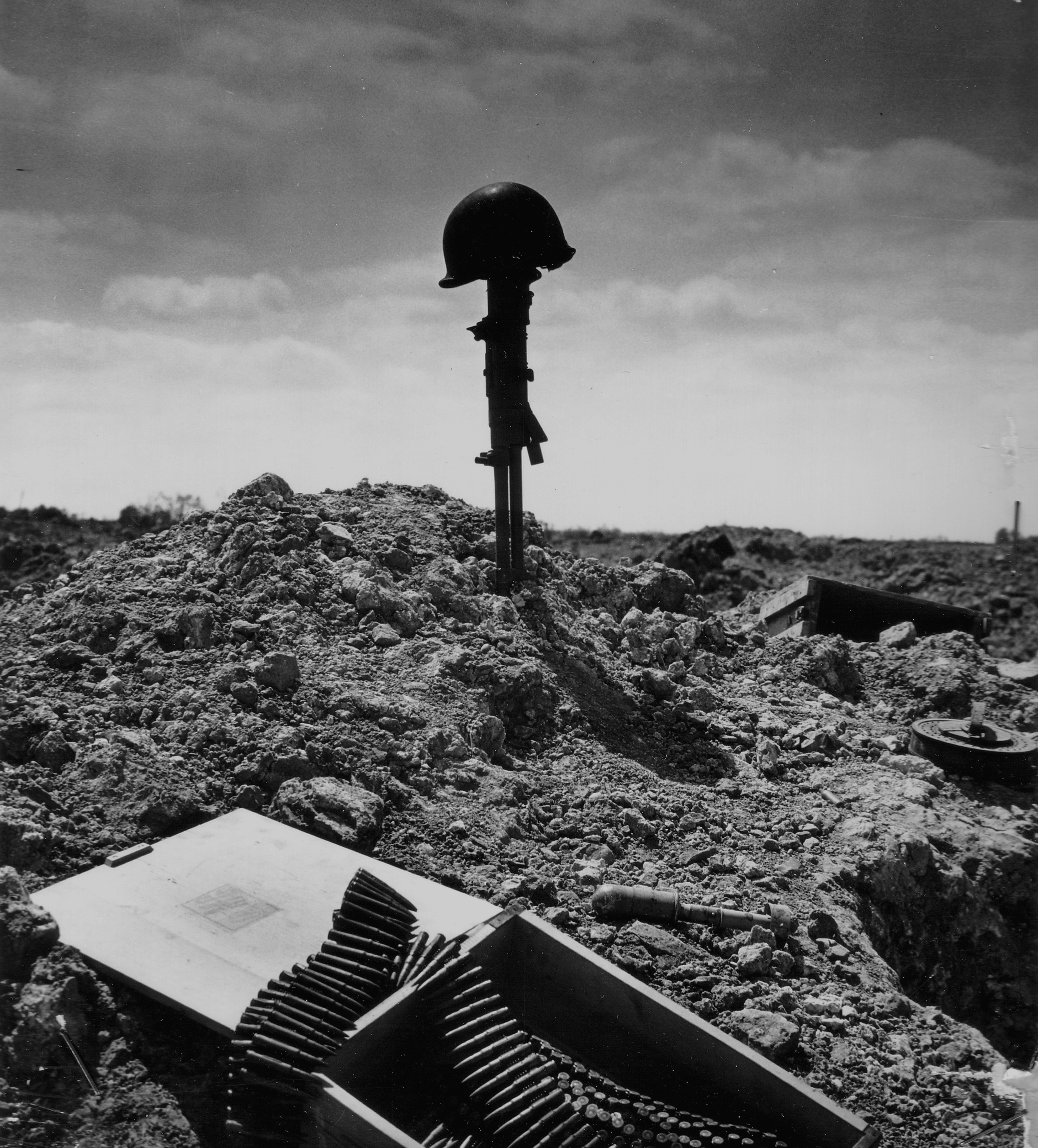
Временное захоронение американского солдата на поле боя в ходе операции в Нормандии.

## Определение НАТО
По определению НАТО, классификация убит в бою — это пострадавший в ходе военных действий, который был убит мгновенно или умер в результате ранения и/или других повреждений до оказания ему медицинской помощи.